# Mistrzostwa Trzech Narodów w Łyżwiarstwie Figurowym 2011
Mistrzostwa Trzech Narodów w Łyżwiarstwie Figurowym 2011 – zawody łyżwiarstwa figurowego dla reprezentantów trzech państw: Czech, Polski i Słowacji. Zawody rozgrywano od 16 do 18 grudnia 2010 roku w Żylinie.
Kolejność miejsc zajmowanych przez reprezentantów Czech, Polski i Słowacji w każdej z konkurencji, determinowała wyniki końcowe ich mistrzostw krajowych (2011) w kategorii seniorów. Reprezentanci innych państw mogli brać udział gościnny udział w zawodach.

## Wyniki

### Soliści
| Poz. | Zawodnik            | Nota łączna | SP | SP    | FS | FS     |
| ---- | ------------------- | ----------- | -- | ----- | -- | ------ |
| 1    | Tomáš Verner        | 221,20      | 1  | 74,83 | 1  | 146,37 |
| 2    | Michal Březina      | 202,76      | 2  | 71,26 | 2  | 131,50 |
| 3    | Pavel Kaška         | 184,53      | 3  | 61,18 | 3  | 123,35 |
| 4    | Przemysław Domański | 172,41      | 6  | 54,95 | 4  | 117,46 |
| 5    | Maciej Cieplucha    | 162,77      | 4  | 59,69 | 6  | 103,08 |
| 6    | Petr Coufal         | 158,44      | 10 | 46,12 | 5  | 112,32 |
| 7    | Patrick Myzyk       | 153,36      | 5  | 56,33 | 9  | 97,03  |
| 8    | Jiří Vašíček        | 146,42      | 9  | 48,56 | 8  | 97,86  |
| 9    | Kamil Białas        | 145,44      | 8  | 49,07 | 10 | 96,37  |
| 10   | Sebastian Iwasaki   | 144,54      | 11 | 44,77 | 7  | 99,77  |
| 11   | Jakub Štróbl        | 140,67      | 7  | 54,25 | 11 | 86,42  |
| 12   | Marco Zakouřil      | 126,97      | 12 | 42,13 | 12 | 84,84  |
| 13   | Edwin Siwkowski     | 124,64      | 13 | 42,08 | 13 | 82,56  |
| 14   | Nicolas Hejzlar     | 115,56      | 15 | 39,50 | 14 | 76,06  |
| 15   | Kamil Dymowski      | 113,33      | 14 | 40,96 | 15 | 72,37  |
| 16   | Adam Klimovic       | 101,83      | 16 | 31,90 | 16 | 69,93  |

### Solistki
| Poz. | Zawodniczka       | Nota łączna | SP | SP    | FS  | FS    |
| ---- | ----------------- | ----------- | -- | ----- | --- | ----- |
| 1    | Anna Jurkiewicz   | 118,83      | 1  | 43,20 | 2   | 75,63 |
| 2    | Alexandra Kunová  | 116,23      | 3  | 39,07 | 1   | 77,16 |
| 3    | Martina Boček     | 112,41      | 2  | 39,40 | 3   | 73,01 |
| 4    | Aneta Michałek    | 94,06       | 4  | 34,73 | 6   | 59,33 |
| 5    | Krystyna Klimczak | 90,03       | 5  | 30,24 | 5   | 59,79 |
| 6    | Karolína Sýkorová | 87,87       | 9  | 27,01 | 4   | 60,86 |
| 7    | Kristina Kostková | 86,22       | 6  | 28,75 | 7   | 57,47 |
| 8    | Eliška Březinová  | 79,73       | 7  | 28,10 | 8   | 51,63 |
| 9    | Olga Szelc        | 74,36       | 8  | 27,03 | 10  | 47,33 |
| 10   | Karolína Gútová   | 74,26       | 11 | 24,70 | 9   | 49,56 |
| WD   | Ilona Senderek    | DNF         | 10 | 24,95 | DNF | DNF   |

### Pary sportowe
| Poz. | Zawodnicy                                 | Nota łączna | SP | SP    | FS | FS    |
| ---- | ----------------------------------------- | ----------- | -- | ----- | -- | ----- |
| 1    | Klára Kadlecová / Petr Bidař              | 133,85      | 1  | 44,75 | 1  | 89,10 |
| 2    | Magdalena Klatka / Radosław Chruściński   | 118,68      | 2  | 40,66 | 2  | 78,02 |
| 3    | Alexandra Herbríková / Aleksandr Zabojew  | 101,02      | 3  | 34,54 | 3  | 66,48 |
| 4    | Aleksandra Malinkiewicz / Sebastian Lofek | 93,68       | 5  | 31,22 | 4  | 62,46 |
| 5    | Anna Siedlecka / Jakub Tyc                | 93,25       | 4  | 32,77 | 5  | 60,48 |
| 6    | Magdalena Jaskółka / Piotr Snopek         | 87,78       | 6  | 30,05 | 6  | 57,73 |

### Pary taneczne
| Poz. | Zawodnicy                                 | Nota łączna | SD | SD    | FD | FD    |
| ---- | ----------------------------------------- | ----------- | -- | ----- | -- | ----- |
| 1    | Lucie Myslivečková / Matěj Novák          | 135,94      | 1  | 52,86 | 1  | 83,08 |
| 2    | Nikola Višňová / Lukáš Csölley            | 124,81      | 2  | 51,13 | 2  | 73,68 |
| 3    | Aleksandra Zworygina / Maciej Bernadowski | 114,66      | 3  | 47,02 | 3  | 67,64 |
| 4    | Justyna Plutowska / Dawid Pietrzyński     | 95,32       | 4  | 35,77 | 4  | 59,55 |

## Medaliści mistrzostw krajowych
| Państwo  | Konkurencja   | Złoto                                     | Srebro                                    | Brąz                       |
| -------- | ------------- | ----------------------------------------- | ----------------------------------------- | -------------------------- |
| Czechy   | Soliści       | Tomáš Verner                              | Michal Březina                            | Pavel Kaška                |
| Czechy   | Solistki      | Martina Boček                             | Kristina Kostková                         | Eliška Březinová           |
| Czechy   | Pary sportowe | Klára Kadlecová / Petr Bidař              | Alexandra Herbríková / Aleksandr Zabojew  | DNS                        |
| Czechy   | Pary taneczne | Lucie Myslivečková / Matěj Novák          | DNS                                       | DNS                        |
| Polska   | Soliści       | Przemysław Domański                       | Maciej Cieplucha                          | Patrick Myzyk              |
| Polska   | Solistki      | Anna Jurkiewicz                           | Aneta Michałek                            | Krystyna Klimczak          |
| Polska   | Pary sportowe | Magdalena Klatka / Radosław Chruściński   | Aleksandra Malinkiewicz / Sebastian Lofek | Anna Siedlecka / Jakub Tyc |
| Polska   | Pary taneczne | Aleksandra Zworygina / Maciej Bernadowski | Justyna Plutowska / Dawid Pietrzyński     | DNS                        |
| Słowacja | Soliści       | Jakub Štróbl                              | DNS                                       | DNS                        |
| Słowacja | Solistki      | Alexandra Kunová                          | Karolína Sýkorová                         | Karolína Gútová            |
| Słowacja | Pary sportowe | DNS                                       | DNS                                       | DNS                        |
| Słowacja | Pary taneczne | Nikola Višňová / Lukáš Csölley            | DNS                                       | DNS                        |